# Heddada
Heddada (în arabă الحدادة) este o comună din provincia Souk Ahras, Algeria.
Populația comunei este de 7.351 de locuitori (2008).